# Il legame (film)
Il legame è un film del 2020 diretto da Domenico de Feudis e tratto dal saggio Sud e magia di Ernesto de Martino.

## Trama
Francesco sta portando per la prima volta la sua compagna Emma e Sofia, la figlia di lei, a conoscere sua madre Teresa che vive in una antica villa circondata da ulivi centenari nel Sud Italia. La donna si dice sia una guaritrice capace di operare riti magici sulle persone.
Una notte Sofia viene punta nel sonno da una tarantola e da quel momento Emma e sua figlia assisteranno ad eventi sempre più inquietanti. Così mentre la bambina manifesta rapidamente gravi segni di malattia e possessione, Emma comincia a non fidarsi più di nessuno.
In un crescendo vertiginoso di tensione, Emma cercherà di fuggire anche se il legame maligno che si sta creando intorno a lei e a sua figlia sembra ormai indissolubile.

## Produzione
Il film è l'opera prima del regista, con protagonista Mía Maestro e Riccardo Scamarcio, prodotto da Indigo Film e Ht Film e distribuito sulla piattaforma Netflix. Trae spunto liberamente dal saggio di antropologia Sud e magia di Ernesto de Martino. Le riprese del film si sono svolte nel 2019 interamente in Puglia, tra Selva di Fasano e Monopoli.

## Distribuzione
Il film è uscito il 2 ottobre distribuito dalla piattaforma Netflix.

## Accoglienza
Il film è stato accolto con recensioni perlopiù favorevoli dalla critica cinematografica.
Rudy Salvagnini di MYmovies.it afferma che il film ponga l'attenzione «al substrato etnico-religioso del meridione italiano», dando «una sorta di realismo magico che dà spessore al racconto» e apprezzando «gli scenari suggestivi che trasmettono inquietudine». Sebbene il giornalista non rimane colpito dalla svolta horror della terza parte del film, trovandola priva di «originalità» per i «luoghi comuni della possessione e dell'infestazione», conferma che nel complesso «l'impianto resta solido e mantiene una buona presa sullo spettatore grazie a una discreta costruzione della suspense».